# Stupovi stvaranja
Stupovi stvaranja, fotografija svemirskog teleskopa Hubble koja prikazuje formacije slonovih surla međuzvjezdanog plina i prašine u maglici Orao, udaljenoj 6500 - 7000 svjetlosnih godina od Zemlje. Ime fenomena proizlazi iz činjenice što su plinovi i prašina u procesu formiranja novih zvijezda dok ih istovremeno svjetlost s obližnjih novoformiranih zvijezda erodira. Snimljena 1. travnja 1995., portal Space.com uvrstio ju je u top deset forografija snimljenih Hubbleom. Astronomi zaslužni za fotografiju su Jeff Hester i Paul Scowen, u vrijeme snimanja, obojica zaposlenici Sveučilišta u Arizoni. 2011. područje je analizirao i ESA-in svemirski teleskop Herschel.
Formacija slična Stupovima stvaranja su tzv. slonove surle.